# Colostygia nigrofasciaria
Colostygia nigrofasciaria är en fjärilsart som beskrevs av Eugen Wehrli 1917. Colostygia nigrofasciaria ingår i släktet Colostygia och familjen mätare. Inga underarter finns listade i Catalogue of Life.